# Stapelia engleriana
Stapelia engleriana är en oleanderväxtart som beskrevs av Rudolf Schlechter. Stapelia engleriana ingår i släktet Stapelia och familjen oleanderväxter. Inga underarter finns listade i Catalogue of Life.